# Catálisis homogénea
En química, la catálisis homogénea es aquella catálisis en la que los catalizadores están en la misma fase que los reactivos. Actúan cambiando el mecanismo de reacción. Es decir, se combinan con alguno de los reactivos para formar un intermedio inestable. Este a su vez se combina con más reactivo dando lugar a la formación de los productos, al mismo tiempo que se regenera el catalizador.

## Tipos de catálisis homogénea

### Catálisis ácida
El protón es el catalizador homogéneo más estudiado porque el agua es el disolvente más común. El agua forma protones por el proceso de auto-ionización del agua. Un caso ilustrativo, los ácidos aceleran (catalizan) la hidrólisis de ésteres:
CH3CO2CH3  +  H2O  {\displaystyle {\overrightarrow {\leftarrow }}}  CH3CO2H  +  CH3OH
En ausencia de ácidos, las disoluciones acuosas de la mayoría de los ésteres no se hidrolizan (la hidrólisis suele ser tan lenta que no es apreciable).

### Catálisis homogénea de compuestos organometálicos
Los procesos que utilizan compuestos organometálicos solubles como catalizadores entran en la categoría de la catálisis homogénea, a diferencia de los procesos que utilizan metales a granel o metales sobre un soporte sólido, que son ejemplos de catálisis heterogénea. Algunos ejemplos bien conocidos de la catálisis homogénea incluyen la hidroformilación, así como ciertos tipos de polimerización Ziegler-Natta y algunos tipos de hidrogenación. Los catalizadores homogéneos también se han utilizado en una variedad de procesos industriales tales como el proceso Wacker (conversión de etileno a acetaldehído), así como el proceso Monsanto y el proceso Cativa para la conversión de MeOH y CO a ácido acético.